# La Iglesia de Jesucristo de los Santos de los Últimos Días en Serbia

La IJSUD fue establecida en Serbia en 1983, a través del matrimonio mormón formado por Lee Manwill y Marilyn Manwill. Fue reconocida 8 años después.

La Iglesia de Jesucristo de los Santos de los Últimos Días fue establecida en Serbia en 1983, con la llegada de Lee Manwill y Marilyn Manwill, una pareja mormona al país.

## Historia
Mischa Markow fue el primer misionero mormón en trabajar en Serbia. LLegó a Belgrado en mayo de 18999. Sin embargo, fuerzas de oposición se alzaron contra él y Markow fue desterrado a Hungría, en junio de 1899, sin bautizar a nadie. El presidente de la Misión de Checoslovaquia, Arthur Gaeth, visitó Belgrado, en agosto de 1934, donde había dos miembros de la Iglesia: Evize Vijicic y Mateja Spacek. Gaeth realizó un culto con ellos y cuatro amigos. No se hizo ninguna obra misionera en la antigua Yugoslavia hasta la década de 1970.
En octubre de 1974, la Primera Presidencia SUD (máximo órgano de gobierno de la Iglesia), representada por David M. Kennedy, visitó Belgrado en busca de reconocimiento de la Iglesia en el país. Poco tiempo después, los misioneros que estaban sirviendo en Austria iniciaron un programa de enseñanza de la Iglesia para antiguos emigrantes que trabajaban en el país, esperanzados de finalmente recibir la autorización del gobierno para iniciar el trabajo misionero en Yugoslavia.
Con la expectativa de establecer una misión en el país, la Iglesia llamó a Gustav Salik como presidente de misión y él estableció el despacho de la Misión Austria cerca de la frontera yugoslava en 1975. Salik pasó el año siguiente intentando instalar una misión, pero no consiguió el permiso necesario para trabajar en el país. En 1977, los misioneros entraron como alumnos. Usaban ropas casuales, pero no podían realizar proselitismo. A pesar de haber servido en la mayor parte de Croacia, también trabajó en Belgrado.
Lee Manwill y Marilyn Manwill llegaron a Belgrado en enero de 1983, habiendo sido el primer matrimonio misionero en servir una misión de tiempo integral en la ciudad. Los primeros bautismos fueron realizados en mayo de ese mismo año. En noviembre de 1983, una estaca (pequeña congregación) fue organizada en Belgrado.
En junio de 1991 Eslovenia y Croacia declararon la independencia de Yugoslavia. La amenaza de guerra civil obligó a los líderes de la Iglesia a evacuar a todos los misioneros que trabajaban en la ex-Yugoslavia el 1 de julio de 1991.
Cuatro meses después, los misioneros volvieron a Belgrado. Dos meses después, la Iglesia adquirió un edificio, el culmen de un esfuerzo de cinco años. El 28 de enero de 1992, el edificio pasó por una inspección, uno de los registros para la obtención del estatus de una organización legal, significando que Serbia había reconocido oficialmente la Iglesia. Los misioneros tuvieron, entonces, sus visados permanente concedidos para realizar proselitismo en el país. En febrero de aquel año, los misioneros iniciaron la enseñanza de la Iglesia SUD en la segunda mayor ciudad de Serbia, Novi Sad.
La guerra civil estalló en 1992. Porque era mejor la comunicación entre Budapest y Belgrado, la responsabilidad para Serbia fue temporalmente transferida a la Misión de Budapest, en Hungría, en noviembre de 1993. Poco tiempo después. los misioneros fueron evacuados a otras naciones del Este de Europa, debido a la creciente tensión.
En 1995, la responsabilidad de la enseñanza de la doctrina de la Iglesia en Serbia fue transferida nuevamente a Viena, en Austria. Poco tiempo después, Serbia canceló los visados para misioneros extranjeros. Los dos últimos presbíteros dejaron Serbia en septiembre de 1995. Durante el año siguiente, el presidente de la Misión Austria Viena, Swen R. Swenson, visitó a los miembros de la Iglesia en Serbia cada mes. La Iglesia también contribuyó en la asistencia humanitaria durante ese tiempo. La paz fue alcanzada en noviembre de 1995 y los misioneros pudieron servir nuevamente en Serbia en junio de 1996.

## Actualidad
En la actualidad existen 277 miembros en el país. Hay cuatro unidades en el país y 1 distrito. El país aún es atendido por la Misión Austria Viena.
- Datos: Q5794232